# Trasa azjatycka AH18
Trasa azjatycka nr 18 (AH18) jest drogą uwzględnioną w programie Asian Highway Network. AH18 zaczyna się w Haadyai (Tajlandia), swój bieg kończy w Johor Bahru (Malezja). Trasa AH18 na terenie Tajlandii znajduje się na wschodnim wybrzeżu, a na terenie Malezji biegnie po drodze federalnej nr 3.